# Porella ussuriensis
Porella ussuriensis là một loài rêu tản trong họ Porellaceae. Loài này được (Stephani) P.C. Chen miêu tả khoa học lần đầu tiên năm.